# Темпель (Івано-Франківськ)
Темпель — реформістська синагога в м. Івано-Франківськ.

## Історія
Ідея зведення темпля у Станіславові виникла 1887 року серед членів «Спілки прогресу». Незабаром Олександр Віттель та Еліас Фішер, разом з іншими членами спілки, організовують комітет з будівництва синагоги прогресистів. 1888 року спілка отримує ділянку землі. 20 червня 1895 рок рабин Ісак Горовиць урочисто закладає перший камінь майбутньої синагоги. Будівництво продовжувалося до 1899 року. Автором проєкту був віденський архітектор Вільгельм Штясни. 4 вересня 1899 року за присутністю міської влади та віруючих відбулося урочисте відкриття синагоги. 
Будівля постраждала під час Першої світової війни, невдовзі було відреставрована. У 1927–1929 в інтер'єрі виконано новий розпис, замінено дах. Під час Другої світової війни синагога була значною мірою зруйнована, потім знову відремонтована.
У 1990-ті роки частину приміщень синагоги було передано місцевій юдейській общині. Частину приміщень займає меблевий магазин.
Біля будівлі у 2003 році було зведено пам'ятник страченим українським патріотам. У 1943 році біля стін синагоги ґестапівцями було розстріляно 27 членів Організації українських націоналістів. Детальніше у статті Вулиця Страчених Націоналістів.

## Архітектура
Будівля виконана в мавританському стилі з елементами неоренесансу. Вхід в темпль був із західного боку через хол в головну залу, з трьох сторін оточену галереями для жінок. Загалом було 300 сидячих місць. У східній стіні є апсида, у якій раніше розміщався старовинний мавританський Арон га-Кодеш. Спочатку по кутах синагоги розміщувались чотири вежі, оздоблені зірками Давида.

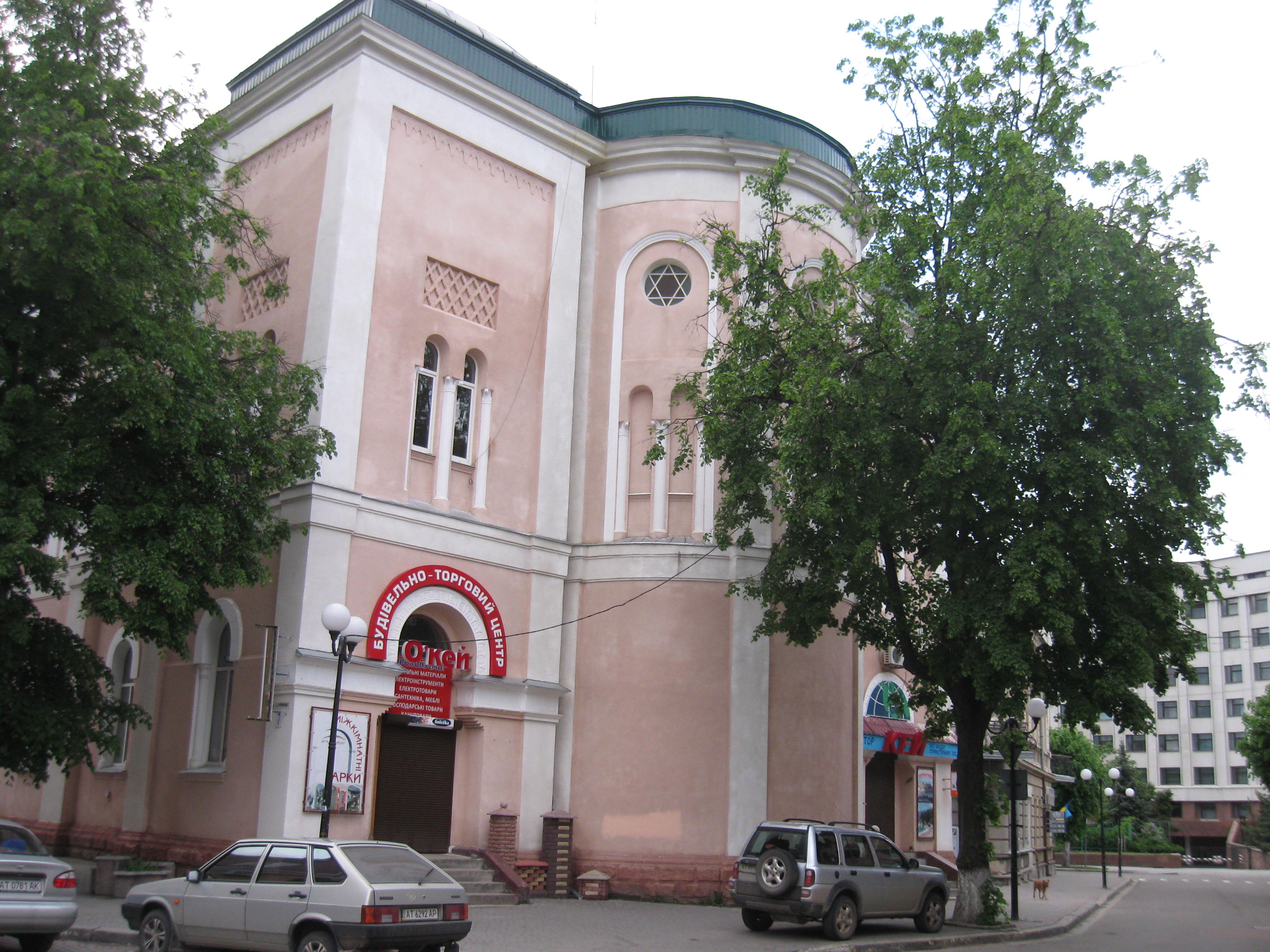
Синагога, травень 2010
Вигляд з площі Ринок, початок ХХ ст.
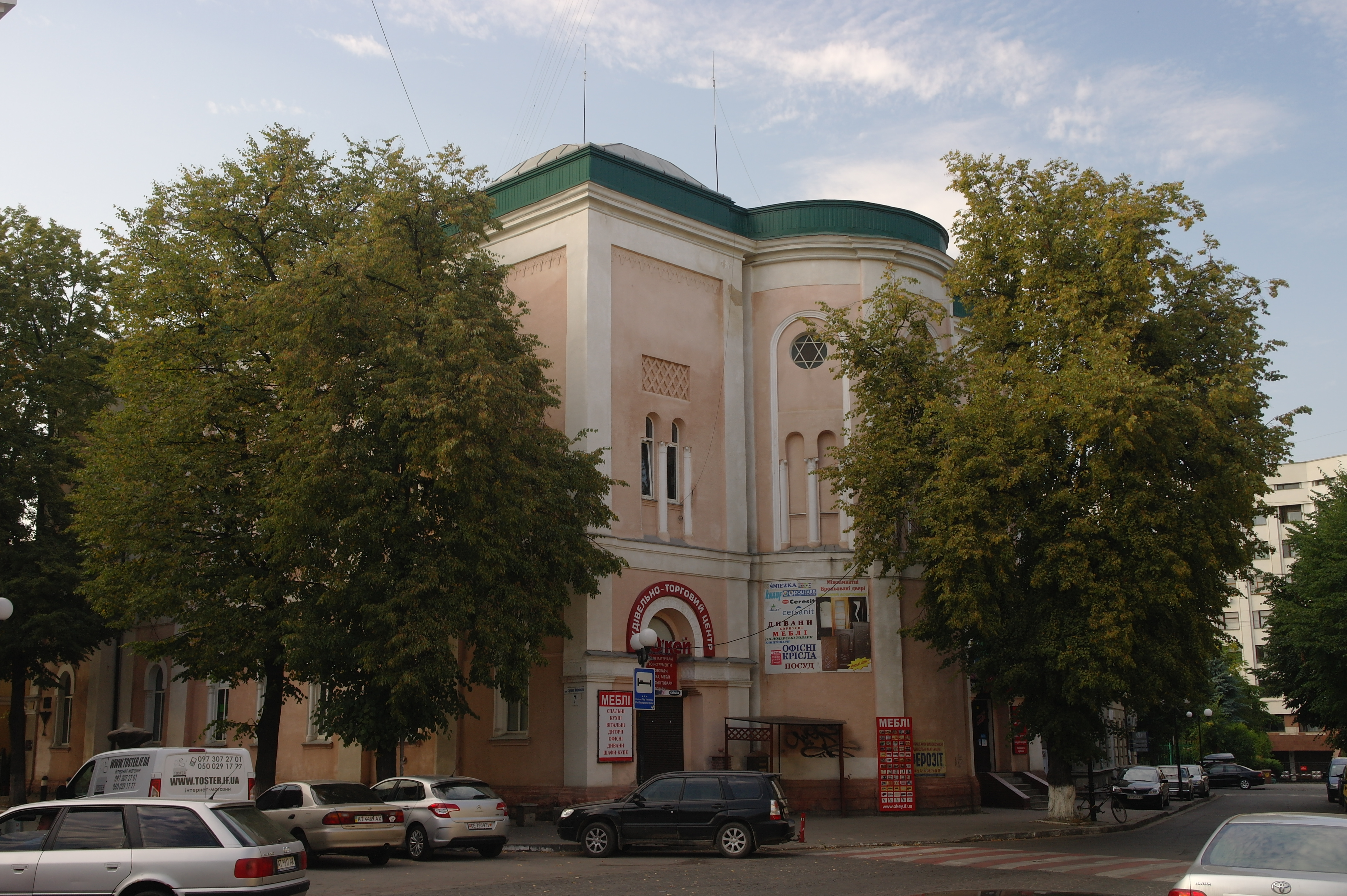
Серпень 2015
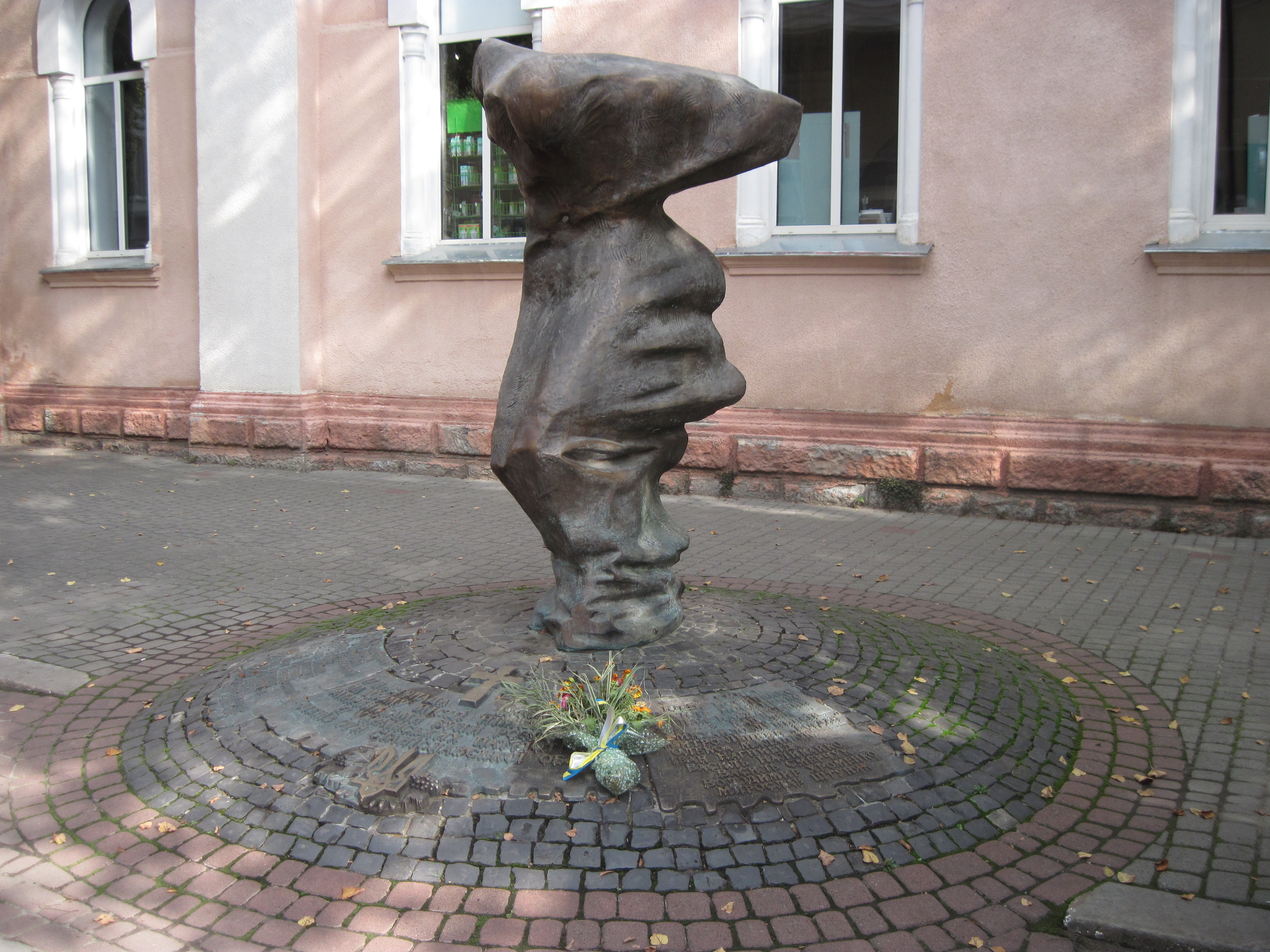
Пам'ятник розстріляним гітлерівцями українським націоналістам, осінь 2014
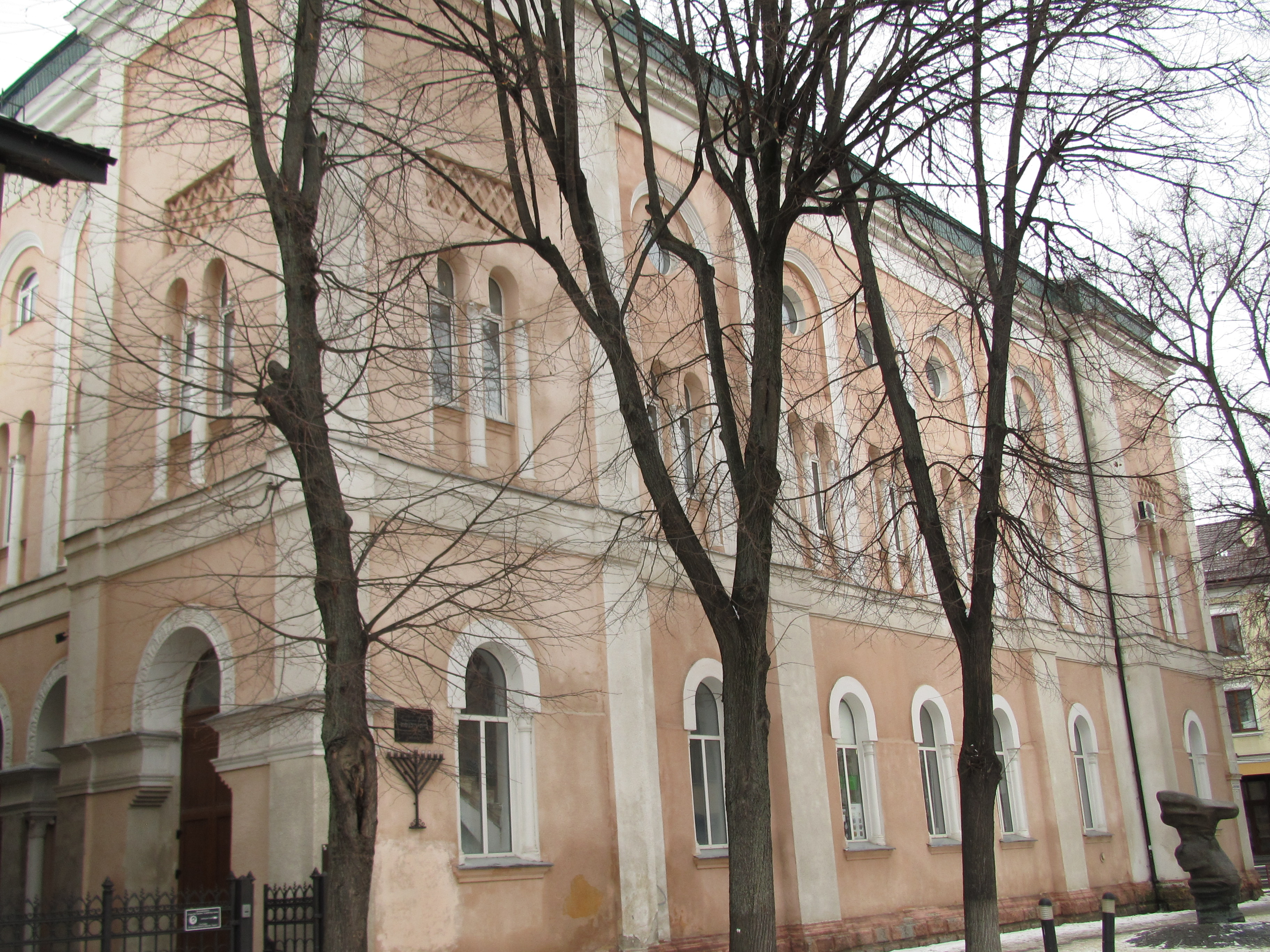
Січень 2017